# Powiernictwo Pruskie
Powiernictwo Pruskie (niem. Preußische Treuhand GmbH & Co. KG a. A.) – niemiecka spółka komandytowo-akcyjna założona w Düsseldorfie przez grupę niemieckich wysiedlonych należących do Ziomkostwa Prusy Wschodnie. Głównym celem jej działalności jest uzyskanie zwrotu majątków pozostawionych przez wysiedlonych na terenach Polski i Czech, utraconych na mocy postanowień czterech mocarstw po konferencji poczdamskiej w 1945. Powiernictwo nie wysuwa natomiast roszczeń wobec Rosji z tytułu majątków pozostawionych w obwodzie królewieckim – należącej od 1945 do ZSRR, a obecnie Rosji, północnej części dawnych Prus Wschodnich ze stolicą prowincji – Królewcem.
Pierwszym przewodniczącym rady nadzorczej (do 2005 r.) był przewodniczący Ziomkostwa Śląsk Rudi Pawelka, jego zastępcą Günther Parplies, wiceprezydent Związku Wypędzonych, kierowanego przez Erikę Steinbach, która oficjalnie dystansuje się od Powiernictwa. Obecnie Parplies piastuje stanowisko prezesa Powiernictwa.
Rudi Pawelka w jednym z wywiadów prasowych stwierdził: Niemcy posiadali przez setki lat ziemie, które teraz należą do Polski. Czują z nimi głęboką głęboką więź, a wielu z nich pragnie zwrotu ich własności. Wkrótce już wszyscy będziemy Europejczykami, akcesja Polski do Unii Europejskiej stwarza nam wyjątkową okazję do wniesienia pozwu przed Europejski Trybunał Praw Człowieka w Strasburgu. Polska nie może dopuścić do dyskryminowania Niemców.
1 sierpnia 2004 ówczesny kanclerz RFN Gerhard Schröder oznajmił, że rząd niemiecki nie będzie wspierał tych roszczeń. Identyczną deklarację złożyła 16 marca 2007 jego następczyni – Angela Merkel oznajmiając powtórnie, że rząd niemiecki nie będzie wspierał roszczeń przesiedlonych. Sejm Rzeczypospolitej Polskiej podjął uchwałę, w której zagroził domaganiem się wypłaty reparacji wojennych od Niemiec, w wypadku, gdy rząd niemiecki nie powstrzyma roszczeń Powiernictwa.
15 grudnia 2006 Powiernictwo Pruskie oficjalnie ogłosiło, że złożyło w imieniu swoich udziałowców 22 indywidualne skargi przeciwko Polsce w Europejskim Trybunale Praw Człowieka w Strasburgu, domagając się zwrotu majątku pozostawionego przez wypędzonych. Zdaniem ekspertów skargi nie miały szans na powodzenie, gdyż Powiernictwo nie próbowało dochodzić swoich praw przed sądami w Polsce, czego wymaga Europejska Konwencja Praw Człowieka, ustanawiająca trybunał. Skargi dotyczyły też okresu, gdy konwencja jeszcze nie istniała. Polska zaś ratyfikowała ją dopiero w 1991 r., co też nie jest dla sprawy bez znaczenia.
Z uwagi na niezgodność ratione personae, ratione temporis oraz ratione materiae skargi osób reprezentowanych przez Powiernictwo zostały w całości odrzucone przez Trybunał decyzją z dnia 7 października 2008 r. Ponadto Trybunał orzekł, że Powiernictwo nie posiada czynnej legitymacji prawnej w przedmiocie sprawy.
Na decyzję z 7 października 2008 r., wydaną w odniesieniu do skarg złożonych przez Powiernictwo Pruskie, ETPC powołał się także w innych sprawach. Dnia 9 grudnia 2008 r. zostały wydane w kolejnych postępowaniach decyzje odrzucające indywidualne skargi skierowane przeciwko Polsce. Mowa tu o sprawach:  Heinrich Fenske v. Polska, Franz Heuer v. Polska, Markward von Loesch v. Polska, Wilhelm Marrek v. Polska, Gerhard Stumpe v. Polska, Elwira Toscano v. Polska, Karin Emma Alma Zimmermann v. Polska.
Rudi Pawelka zapowiedział, że nie zważając na niekorzystny wyrok Trybunału w Strasburgu, będzie robił wszystko, aby uzyskać od Polski odszkodowania.